# Vincent Lee

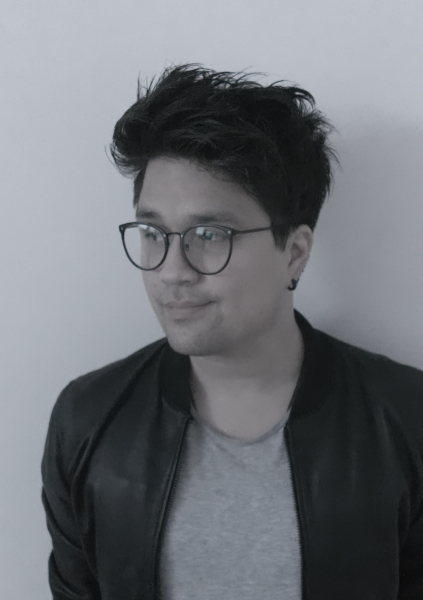
Vincent Lee (2018)

Vincent Lee (* 8. Februar 1983 in Trier; bürgerlich Vincent Lee Rosovits) ist ein deutscher Songwriter, Musikproduzent und Filmkomponist.

## Biographie
Lee absolvierte eine Ausbildung als Fachinformatiker. 2011 schrieb er für das Filmteam Chili Chopstickz den Soundtrack für den Kurzfilm Simply Smile. Im selben Jahr begegnete er JuBafilms, wo er zuerst den Soundtrack für den Kurzfilm Be Individual und später das Stück Momentum für den Kurzfilm Da Capo schrieb. Neben seinen eigenen Projekten unterstützt er Julien Bam als Musikproduzent und Sound Designer.

## Filmografie (Auswahl)
- 2011: Da Capo[3]
- 2012: Eye Of The Panda[4]
- 2012: With A Piece Of Chalk[5]
- 2012: Blind Date[6]
- 2016: Die Schutzbrüder (Little Door Gods / 小门神)[7]
- 2016: Darth Maul Apprentice – A Star Wars Fan-Film[8]
- 2016: Wishlist[9] (Serie)
- 2017: neoManiacs[10]
- 2020: Assassin’s Creed Valhalla – The Hunt
- 2020: Cyberpunk 2077 – Phoenix Program
- 2023: Mandy und die Mächte des Bösen (Fernsehserie)

## Diskografie (Auswahl)
- 2014: Fly Like A Panda (ft. Jay Samuelz)
- 2015: Synphonia (Titelmusik)
- 2015: Opus Electronica
- 2017: King Of My Castle (ft. Funda Demirezen)
- 2017: Itzy Bitzy
- 2017: Gone (ft. John)
- 2018: Otaku
- 2019: Funk Accelerator (auch Extended Mix)
- 2020: Animal Crossing (Gotta Swing The Net)

Quelle: YouTube

## Musikproduktionen (Auswahl)

### Julien Bam
- 2014: XMASGANG Song (ft. Shirin David, Cheng Loew, Dimitri Koslowski)
- 2014: Swing dein Ding (mit Apecrime)
- 2015: #HeyJu (ft. CrispyRob)
- 2016: #HeyJu (ft. Lena Meyer-Landrut & CrispyRob)
- 2016: Everyday Saturday (Parodie)
- 2016: Mein Disstrack (Roast Yourself Challenge)
- 2016: PPAP Pen Pineapple Apple Pen in 15 Styles
- 2016: Santa ist der Boss
- 2017: 17 Arten von Rappern
- 2017: Der Osterhase
- 2017: 18 Arten von Rappern
- 2017: Santa bleibt der Boss
- 2018: Der Sandmann[12]
- 2018: Zahnfee
- 2018: Changes...
- 2018: Mach die Robbe[13]
- 2022: Beichte
- 2022: Tornado Song
- 2022: Cool & Fresh
- 2022: Willkommen auf dem Planet
- 2022: Aua!
- 2022: Hey Du
- 2022: Bunny Bars (Osterhase)
- 2022: Anxiety
- 2022: Ich bin ein Auto
- 2022: Geisha
- 2022: Zu wenig Zeit
- 2022: Der Maskenboss
- 2022: Merry X (Santa der Boss)
- 2023: Tut uns leid
- 2023: Nie genug geliebt
- 2023: Ich weiß nicht
- 2023: Eternal Bros (feat. Joon Kim)
- 2023: Wabou – This is a Matschipü
- 2023: Billiardär
- 2023: Hdgdl (feat. Joon Kim)
- 2023: Aachenjung
- 2023: Evolution (feat. Funda Demirezen)
- 2023: War nur ein Prank (feat. Joon Kim & Stroppo)
- 2024: Opus Dens (Zahnfee)
- 2024: Irish Goodbye
- 2024: Monster
- 2024: Push mal dein Mindset
- 2024: Lost in Timeline
- 2024: Heute Nacht
- 2024: Fieber Flow

### Joon Kim
- 2015: Mrs Sunshine[14]

### iBlali
- 2015: Dönerbuden-Ali – Kindergarten-Kiezking[15]

### Ardy
- 2013: YouTube Partner (feat. Taddl)[16]

### Marius Angeschrien
- 2020: AMONG US: 3D Film[17]
- 2021: NextLevel: Gameshow in VR[18]
- 2021: Hausfloß: Bau eines Hausfloß[19]

### HeyMoritz
- 2022: Schneller als der Blitz[20]

### Huebi
- 2024: Nie allein[21]
- 2025: Utopisch[22]
- 2025: Dreamer[23]

### Sonstige
- 2014: Germany’s Next Topmodel (Webexklusiv-Clip)[24]
- 2014: Gameforge – Aion Live Action Trailer[25]
- 2014: Got To Dance (JuBa Trailer)[26]
- 2015: Gameforge – Elsword (Titelsong: "Playing With Fire")[27]

## Auszeichnungen
- 2023: Videodays Award in den Kategorie Musik[28]